# Manfred Ostermann
Manfred Ostermann (* 30. April 1958 in Detmold) ist ein deutscher Kommunalpolitiker (parteilos). Er war von 2007 bis 2021 Landrat des Landkreises Heidekreis. 

## Leben
Nach dem Abitur in seinem Geburtsort Detmold und dem Grundwehrdienst absolvierte Ostermann ein Studium der Rechtswissenschaften in Passau und Göttingen. Er war von 1990 bis 2001 als Verwaltungsjurist im Landkreis Güstrow in Mecklenburg-Vorpommern tätig und dort ab 1994 auch stellvertretender Landrat. 
Ab 2002 war Ostermann Erster Kreisrat und Allgemeiner Vertreter des Landrates im Landkreis Soltau-Fallingbostel. Nach dem Tod des Landrates Hermann Söder im Jahr 2006 übernahm Ostermann den Posten zunächst kommissarisch und kandidierte schließlich, unterstützt vom ins Leben gerufene Bündnis Kompetenz für SFA, das von Vertretern der SPD, Bündnis 90/Die Grünen, der Bürgerunion und der Walsroder Bürgerliste geschlossen wurde, für das Amt des Landrates. Bei der Wahl am 14. Januar 2007 setzte sich Ostermann mit 52,8 Prozent der Stimmen gegen seine Konkurrenten Karl-Ludwig von Danwitz (CDU) und Knut Maass (FDP) durch. Bei seiner Wiederwahl am 25. Mai 2014 gab es keinen Gegenkandidaten, so dass er mit 71,3 Prozent der Stimmen seine Amtszeit um weitere acht Jahre verlängern konnte. Bei der erneuten Wahl am 12. September 2021 unterlag er jedoch seinem Herausforderer Jens Grote.

## Privates
Ostermann ist verheiratet und hat vier Kinder.